# Zacarias Moussaoui
Zacarias Moussaoui (en àrab زكريا موسوي) és un terrorista internacional, membre d'Al-Qaida, nascut a França, que actualment es troba als Estats Units empresonat amb cadena perpètua a la presó USP Florence ADMAX (Colorado) com a integrant de la xarxa que va ser responsable dels atemptats de l'11 de setembre de 2001. La condemna va arribar després d'una llarga baralla legal, en la qual les seves declaracions van ser permanentment contradictòries. Primer va declarar-se culpable, després innocent; va demanar la pena de mort i després va dir que lluitarà amb totes les seves forces per tal d'evitar-la, etc. Durant el judici, va afirmar que el mateix Ossama bin Laden li va donar les instruccions per a atemptar contra el World Trade Center.

## Captura
El 16 d'agost de 2001, Moussaoui va ser arrestat per Harry Samit agent del FBI i de l'INS de Minnesota i acusat d'una violació d'immigració. Els materials detallats de quan va ser arrestat inclouen un ordinador portàtil, dos ganivets, manuals de vol relatius a avions Boeing 747, un programa informàtic de simulador de vol, guants i canyelleres protectors, i un disc d'ordinador amb informació sobre fumigació.
Alguns agents estaven preocupats que el seu entrenament de vol tinguera intencions violentes, i així l'oficina de Minnesota va intentar aconseguir permís (manant més de 70 correus electrònics en una setmana) per a buscar en el seu ordinador portàtil, però les peticions van ser rebutjades. L'agent de FBI Coleen Rowley va fer una petició explícita per tindre permís d'indagar en l'habitació de Moussaoui. Aquesta sol·licitud va ser denegada en un inici pel seu superior, l'Assessor General Adjunt Marion "Spike" Bowman, i més tard rebutjada sobre la base de les regulacions FISA (modificades després del 11S per la Llei Patriota dels EUA). Diversos intents addicionals de recerca van fallar de manera similar.
Ahmed Ressam, el capturat Millennium Bomber d'al-Qaeda, estava aleshores intercanviant informació amb el FBI dels Estats Units, en un esforç per guanyar indulgència en la seua sentència. Una persona a qui no se li va preguntar sobre això fins després del 11S, però que va ser capaç d'identificar-lo quan se li va preguntar d'haver entrenat amb ell al Campament Khalden d'al-Qaeda a l'Afganistan, va ser Moussaoui. L'Informe de la Comissió de l'11S opinava que si a Ressam se li haguera preguntat sobre Moussaoui, ell hauria trencat les limitacions de l'FBI. Si haguera passat això, l'Informe opinava, que els atemptats del 11S als EUA podrien haver-se frustrat o descarrilat per complet.